# Петров Іван Іванович (генерал)
Іван Іванович Петров (1895 — 1999) — радянський військовик. Брав участь у громадянській війні в Росії та німецько-радянської війни яку закінчив на посаді заступника командувача танковими військами 1-го Українського фронту. Після війни із 1946 по 1959 рік Начальник Київського об'єднаного училища самохідної артилерії ім. Фрунзе. Генерал-лейтенант танкових військ (1945).

## Біографія
Під час Першої світової війни — командир роти 121-го Пензенського піхотного полку.
Після революції 1917 року, перебував на наступних посадах:
 — Командира роти, потім з вересня 1918 г. 2-го батальйону 15-го району 3-го Прикордонного округу (15-го прикордонного полку 3-ї прикордонної дивізії 1-ї Української Радянської Армії);
 — Командира 2-го батальйону 393-го Таращанського полку 44 стрілецької дивізії;
 — Командира 3-го батальйону 391-го Таращанського полку;
 — Начальника полкової школи;
 — Комполку.

У період німецько-радянської війни із квітня 1942 по лютий 1943 року — командир 192-ї танкової бригади.
19 січня 1943 року полковнику І. І. Петрову присвоєно військове звання «генерал-майор» танкових військ.
З 1943 по 1945 генерал-майор танкових військ Петров Іван Іванович на посаді заступника командувача танковими військами Воронезького, 1-го Українського фронтів.
27 червня 1945 року І. І. Петрову присвоєно наступне військове звання «генерал-лейтенант» танкових військ.
Після німецько-радянської війни Заступник командувача танковими військами Центральної групи військ.
Із 1946 по 1959 рік на посаді начальника Київського об'єднаного училища самохідної артилерії імені Фрунзе. Пізніше на посаді старшого наукового співробітника Інституту психології АН УРСР.

## Нагороди
Петров Іван Іванович був нагороджений орденом Леніна, 4-ма орденами Червоного Прапора, орденами Кутузова 1 і 2 ступеня, орденом Богдана Хмельницького 1 ступеня, орденом Суворова 2 ступеня, мав 8 медалей та 4 чехословацьких нагороди.

## Праці
- Стрельба из танков и самоходно-артиллерийских установок с закрытых огневых позиций. Учебное пособие. Воениздат, 1958. — 240 с.